# Catterlen
Catterlen – wieś w Anglii, w Kumbrii, w dystrykcie (unitary authority) Westmorland and Furness. Leży 25 km na południe od miasta Carlisle i 396 km na północny zachód od Londynu. W 2001 miejscowość liczyła 471 mieszkańców.